# Laurence Pierre
Laurence Pierre, née à Paris le 12 décembre 1947, est une productrice de radio, designer sonore, voix off, présentatrice et initiatrice de projets audiovisuels.

## Biographie
En 1981 François Mitterrand met fin au monopole de la radio et télédiffusion. Les radios pirates deviennent des radios libres et la bande FM explose. Laurence Pierre participe dès lors à la création de la radio éphémère Radio Sous Bois, puis Radio Top Essonne. Elle passe furtivement par TSF93, donne de la voix sur FIP. En 1985, elle rejoint l'équipe de Radio France Isère (Grenoble) pour y animer l'émission quotidienne Zone rouge consacrée à la scène pop rock indépendante locale et ses ramifications culturelles.
En 1986, de retour à Paris, elle s'engage dans le projet Ouï FM (rapprochement des radios Ça bouge dans ma tête et RTH99) où elle présente quotidiennement durant trois ans un magazine musical et culturel. Elle soutient l'émergence d'une scène rock alternative française (OTH, Babylon Fighters, Bérurier Noir, Washington Dead Cats, Parabellum, Noir Désir, Oberkampf, Les Porte Mentaux...)
L'été 1990, elle propose à Pierre Bouteiller, directeur de France Inter, un projet d'émission musicale consacré aux années 1960, Idoles et Formica (avec Paul Marc Lewandowski), qui perdurera sur la saison 1993/1994. D'autres projets musicaux s'installeront le temps d'un été sur France Inter : Farniente, Babylone Les Bains...
Alternatives,, magazine hebdomadaire consacré aux musiques actuelles, talents émergents et cultures parallèles (avec le duo Anne & Julien créateur de la revue Hey!, Valérie Coroller, Philippe Thieyre) naît l'été 1994 et sera diffusé en continu sur France Inter jusqu'en juin 2011.
La musicale quotidienne Addictions,,,,(avec Guillaume Sorge, David Commeillas) naît en septembre 2011 (pour succéder à Bernard Lenoir) et rendre compte du bouillonnement créatif international. Elle est diffusée en continu sur France Inter jusqu'en juin 2014.
Laurence Pierre a également collaboré à Radio7, Paris Première, Rock'N Folk, Idées Systèmes (La Française des jeux, La Cité des sciences et de l'industrie), RFI (La Bande passante de Alain Pilot).